# 长蒴锦叶藓
长蒴锦叶藓（学名：Dicranoloma cylindrothecium），又名柱蒴锦叶藓，为曲尾藓科锦叶藓属下的一个种。由櫻井久一於1952年首次描述。

## 扩展阅读
- 維基物種上的相關：长蒴锦叶藓